# Anton Krivosheev
Anton Borisovitj Krivosheev (ryska: Антон Борисович Кривошеев), född 1990, död i maj 2015, var en rysk karateutövare som 2012 blev världsmästare i 65-kilosklassen i kyokushin.
Krivosheev påträffades död den 25 maj 2015, inpackad i en plastpåse, på en soptipp i Novosibirsk efter att han varit försvunnen i fyra dagar. Han hade skjutits i ryggen tre gånger.